# Ilya Gershevitch
Ilya Gershevitch (* 24. Oktober 1914 in Zürich; † 11. April 2001 in Cambridge) war ein britischer Philologe russischer Abstammung. Er war Professor für Iranistik an der University of Cambridge.
Ilya Gershevitch war das Kind russischer Eltern, die beim Ausbruch des Ersten Weltkriegs von Deutschland in die Schweiz flohen. Seine Mutter war eine Pianistin und sein Vater studierte Medizin. Sein Vater starb, als Ilya Gershevitch 12 Jahre alt war. 
Im Jahr 1933 schrieb sich Ilya Gershevitch an der Universität in Rom für Klassische Philologie ein. Dort wurde er von Antonino Pagliaro in die Vergleichende indoeuropäische Sprachwissenschaft (Indo-European comparative philology), eingeführt. 1938 zog er nach England, wo er 1948 an der Universität von Cambridge der erste Inhaber des neuen Lehrstuhls für Iranistik wurde. 1967 wurde er Mitglied der British Academy und später korrespondierendes Mitglied der Accademia dei Lincei und der Russischen Akademie der Wissenschaften. 1971 erhielt er die Ehrendoktorwürde der Universität Bern. 
Sein Werk umfasst bahnbrechende Studien zur bachtiarischen und zur Entzifferung der baktrischen Sprache. Er schrieb Beiträge zur sogdischen, avestischen und ossetischen Sprache, zu Elam, zum Zoroastrismus und zur achämenidischen Geschichte.

## Veröffentlichungen (Auswahl)
- Grammar of Manichean Sogdian. Oxford 1954. Online
- Avestan hymn to Mithra. Cambridge 1959.
- Appendix. In: Nicholas Sims-Williams: The Sogdian Fragments of the British Library. In: Indo-Iranian Journal. Band 18, 1976, S. 43–82.
- The Alloglottography of Old Persian (=Transactions of the Philological Society. Band 77.1). Wiley-Blackwell 1979.
- Philologia Iranica/Ilya Gershevitch. Herausgeber: Nicholas Sims-Williams. Wiesbaden 1985.
- The Median and Achaemenian Periods. In: The Cambridge History of Iran. Band 2. Cambridge 1985. (Hrsg.)